# Hoa của quỷ
Hoa của quỷ (tiếng Hàn: 악의 꽃; Romaja: Akui Kkot; tên tiếng Anh: Flower of Evil) là một phim truyền hình Hàn Quốc với sự tham gia của Lee Joon-gi, Jang Hee-jin, Moon Chae-won và Seo Hyun-woo. Bộ phim được phát sóng trên đài truyền hình tvN vào thứ Tư và thứ Năm hàng tuần lúc 22:50 (KST) bắt đầu từ ngày 29 tháng 7 cho đến tập cuối vào ngày 23 tháng 9 năm 2020.
Tại Việt Nam, bộ phim được mua bản quyền công chiếu trên nền tảng dịch vụ xem phim trực tuyến FPT Play và được công chiếu phiên bản lồng tiếng với độ dài 27 tập lúc 20h từ thứ 2 đến thứ 7 hàng tuần từ ngày 06 tháng 12 năm 2022 đến ngày 08 tháng 1 năm 2023 trên kênh truyền hình TodayTV. Lee Joon-gi và Moon Chae-won trước đây đã đóng vai chính trong bộ phim Hành vi phạm tội, và đây cũng là lần trở lại màn ảnh truyền hình của Lee Joon-gi sau hai năm.

## Tóm tắt
Baek Hee sung (Lee Joon-gi) là một người đàn ông đã che giấu thân phận và quá khứ của mình với người vợ là Cha Ji won (Moon Chae-won), một cảnh sát. Bề ngoài, họ có vẻ là một gia đình hoàn hảo: một cặp vợ chồng yêu thương nhau cùng với một cô con gái xinh đẹp và luôn hiếu thuận với cha mẹ. Cha Ji Won và các đồng nghiệp của cô bắt đầu điều tra một loạt vụ giết người không lời giải thích và phải đối mặt với thực tế rằng dường người chồng hoàn hảo của cô đang che giấu một điều gì đó với cô.
Câu chuyện xoay quanh Do Hyun Soo (Lee Joon-gi), con trai của kẻ giết người hàng loạt, Do Min Seok, (Choi Byung Mo), ông được cho rằng đã tự sát trước khi bị cảnh sát bắt. Dân làng nghĩ rằng con trai của ông, Do Hyun Soo là người đã hỗ trợ cho cha mình trong các vụ án giết người hàng loạt, chính vì vậy khi trưởng làng được phát hiện đã chết, Do Hyun Soo được xem là thủ phạm của vụ án. Điều này khiến anh và chị gái của mình, Do Hae Su, phải chạy trốn khỏi thị trấn và bị chia cắt kể từ đó.
Nhiều năm trôi qua, Do Hyun Soo hiện đang dùng danh tính giả của mình là Baek Hee Sung, anh đã kết hôn với Cha Ji Won và họ đã cùng có với nhau một cô con gái. Anh đã che giấu quá khứ của mình với vợ mặc dù vợ anh chính là một cảnh sát. Mọi chuyện trở nên rắc rối khi một vụ án giết người được cho rằng giống với vụ giết người hàng loạt do Do Min Seok thực hiện 18 năm trước xảy ra. Cha Ji Won sau đó đã nhanh chóng điều tra ra được danh tính thật của chồng, nhưng cô lại giấu Do Hyun Soo và không cho đồng nghiệp biết. Do Hyun Soo được cho rằng bị mắc chứng rối loạn cảm xúc phức tạp, anh nghĩ rằng mình không có khả năng cảm nhận được tình cảm, nhưng những cảm xúc anh chia sẻ với vợ dường như là thật.
Thông qua các cuộc điều tra sâu hơn và diễn biến cốt truyện, sự thật được tiết lộ rằng Do Hyun Soo không phải là kẻ giết trưởng làng khi đó cũng như không liên quan đến vụ án giết người bây giờ. Bằng chứng về việc Do Min Seok có đồng phạm được tiết lộ, dẫn đến việc phát hiện ra một tổ chức buôn người liên quan đến những vụ giết người hàng loạt. Do Hyun Soo sau đó đã có tìm ra kẻ đồng phạm để giải oan cho bản thân mặc dù thân phận của anh đã được bại lộ.

## Diễn viên

### Vai chính
- Lee Joon-gi vai Baek Hee-sung / Do Hyun-soo.[7]
  - Park Hyun-joon vai young Do Hyun-soo lúc trẻ.
  - Cha Sung-je vai Hyun-soo năm 10 tuổi.
- Moon Chae-won vai Cha Ji-won, vợ của Huyn-soo.[8]
- Jang Hee-jin vai Do Hae-soo, chị gái của Hyun-soo.[9]
  - Lim Na-young vai Hae-soo lúc trẻ.[10]
  - Lee Chae-yoon vai Hae-soo năm 11 tuổi.
- Seo Hyun-woo vai Kim Moo-jin.[11]
  - Jeong Taek-hyun vai young Moo-jin lúc trẻ.[12]

### Vai phụ

#### Gia đình Baek Hee-sung và Cha Ji-won
- Jung Seo-yeon vai Baek Eun-ha, con gái của Hee-sung và Ji-won[13]
- Son Jong-hak vai Baek Man-woo, cha của Hee-sung[14]
- Nam Gi-ae vai Gong Mi-ja, mẹ của Hee-sung[15]
- Jo Kyung-sook vai Moon Young-ok, mẹ của Ji-won[16]

#### Sở cảnh sát Kangsoo
- Choi Dae-hoon vai Lee Woo-cheol, lãnh đạo Đội Điều tra Án mạng[15]
- Choi Young-joon  vai Choi Jae-sub, thám tử kỳ cựu[15]
- Kim Soo Oh vai Im Ho-joon, thành viên nhỏ tuổi nhất đội[15]
- Lim Chul-hyung vai Yoon Sang-pil, trưởng bộ phận[15]
- Hong Seo-joon vai Oh Young-joon, đội trưởng cảnh sát

#### Tạp chí Hanjoogan
- Yang Hye-jin vai Gang Pil-young, phóng viên chính[15]
- Ju Ye-eun vai ký giả Joo

### Các nhân vật khác
- Choi Byung-mo vai Do Min-seok, bố của Hae-soo và Hyun-soo.
- Kim Ji-hoon vai Baek Hee-sung.
  - Choi Kwon-soo trong vai Hee-sung lúc trẻ
- Lee Kyu-bok vai Nam Soon-gil.
- Kim Geon vai Kim In-seo.
- Lee Yun Seol vai Park Seo-young.
- Han Soo-yeon vai Jung Mi-sook.
- Yoon Byung-hee vai Park Kyung-choon, tài xế taxi và chồng của Jung Mi-sook.
- Park Seung-tae vai Oh Bok-ja.
- Kim Ki-cheon vai Dr. Lee Hyun-suk.

## Nhạc phim

### Phần 1
| Phát hành ngày 6 tháng 8 năm 2020 | Phát hành ngày 6 tháng 8 năm 2020 | Phát hành ngày 6 tháng 8 năm 2020 | Phát hành ngày 6 tháng 8 năm 2020 | Phát hành ngày 6 tháng 8 năm 2020 | Phát hành ngày 6 tháng 8 năm 2020 |
| STT                               | Nhan đề                           | Phổ lời                           | Phổ nhạc                          | Nghệ sĩ                           | Thời lượng                        |
| --------------------------------- | --------------------------------- | --------------------------------- | --------------------------------- | --------------------------------- | --------------------------------- |
| 1.                                | "Psycho"                          | DOKO, Son Jae-min                 | DOKO, Son Jae-min                 | DOKO                              | 3:07                              |
| 2.                                | "Psycho" (Inst.)                  |                                   | DOKO, Son Jae-min                 |                                   | 3:07                              |
| Tổng thời lượng:                  | Tổng thời lượng:                  | Tổng thời lượng:                  | Tổng thời lượng:                  | Tổng thời lượng:                  | 6:14                              |

### Phần 2
| Phát hành ngày 19 tháng 8 năm 2020 | Phát hành ngày 19 tháng 8 năm 2020 | Phát hành ngày 19 tháng 8 năm 2020 | Phát hành ngày 19 tháng 8 năm 2020 | Phát hành ngày 19 tháng 8 năm 2020 | Phát hành ngày 19 tháng 8 năm 2020 |
| STT                                | Nhan đề                            | Phổ lời                            | Phổ nhạc                           | Nghệ sĩ                            | Thời lượng                         |
| ---------------------------------- | ---------------------------------- | ---------------------------------- | ---------------------------------- | ---------------------------------- | ---------------------------------- |
| 1.                                 | "In My Heart"                      | Kim Min                            | Kim Min                            | Lim Yeon                           | 3:49                               |
| 2.                                 | "In My Heart" (Inst.)              |                                    | Kim Min                            |                                    | 3:49                               |
| Tổng thời lượng:                   | Tổng thời lượng:                   | Tổng thời lượng:                   | Tổng thời lượng:                   | Tổng thời lượng:                   | 7:38                               |

### Phần 3
| Phát hành ngày 3 tháng 9 năm 2020 | Phát hành ngày 3 tháng 9 năm 2020 | Phát hành ngày 3 tháng 9 năm 2020 | Phát hành ngày 3 tháng 9 năm 2020 | Phát hành ngày 3 tháng 9 năm 2020 | Phát hành ngày 3 tháng 9 năm 2020 |
| STT                               | Nhan đề                           | Phổ lời                           | Phổ nhạc                          | Nghệ sĩ                           | Thời lượng                        |
| --------------------------------- | --------------------------------- | --------------------------------- | --------------------------------- | --------------------------------- | --------------------------------- |
| 1.                                | "Feel You"                        | Kim Min                           | Kim Min, Taylor                   | Shin Yong-jae (2F)                | 03:28                             |
| 2.                                | "Feel You" (Inst.)                |                                   | Kim Min, Taylor                   |                                   | 03:28                             |
| Tổng thời lượng:                  | Tổng thời lượng:                  | Tổng thời lượng:                  | Tổng thời lượng:                  | Tổng thời lượng:                  | 6:56                              |

## Tỷ lệ người xem
| Mùa | Mùa | Số tập | Số tập | Số tập | Số tập | Số tập | Số tập | Số tập | Số tập | Số tập | Số tập | Số tập | Số tập | Số tập | Số tập | Số tập | Số tập | Trung bình |
| Mùa | Mùa | 1      | 2      | 3      | 4      | 5      | 6      | 7      | 8      | 9      | 10     | 11     | 12     | 13     | 14     | 15     | 16     | Trung bình |
| --- | --- | ------ | ------ | ------ | ------ | ------ | ------ | ------ | ------ | ------ | ------ | ------ | ------ | ------ | ------ | ------ | ------ | ---------- |
|     | 1   | 806    | 640    | 752    | 912    | 752    | 797    | 932    | 937    | 803    | 851    | 887    | 1212   | 1092   | 1210   | 1212   | 1349   | 947        |

| 1 | 29 tháng 7 năm 2020 | 3.357% | 4.248% |
| 2 | 30 tháng 7 năm 2020 | 2.860% | 3.155% |
| 3 | 5 tháng 8 năm 2020  | 3.116% | 3.570% |
| 4 | 6 tháng 8 năm 2020  | 3.735% | 4.357% |
| 5 | 12 tháng 8 năm 2020 | 2.973% | 3.060% |
| 6 | 13 tháng 8 năm 2020 | 3.615% | 4.030% |
| 7 | 19 tháng 8 năm 2020 | 3.526% | 4.030% |
| 8 | 20 tháng 8 năm 2020 | 3.863% | 4.358% |
| 9 | 26 tháng 8 năm 2020 | 3.539% | 4.142% |
| 10 | 27 tháng 8 năm 2020 | 3.659% | 4.701% |
| 11 | 2 tháng 9 năm 2020  | 3.844% | 4.250% |
| 12 | 9 tháng 9 năm 2020  | 4.729% | 5.234% |
| 13 | 10 tháng 9 năm 2020 | 4.456% | 4.853% |
| 14 | 16 tháng 9 năm 2020 | 4.767% | 5.246% |
| 15 | 17 tháng 9 năm 2020 | 5.083% | 5.536% |
| 16 | 23 tháng 9 năm 2020 | 5.715% | 6.639% |
| Trung bình | Trung bình          | 3.927% | 4.463% |
| Tập đặc biệt | 3 tháng 9 năm 2020  | 2.342% | 2.797% |
| - Trong bảng trên đây, số màu xanh biểu thị cho tỷ lệ người xem thấp nhất và số màu đỏ biểu thị cho tỷ lệ người xem cao nhất. - Bộ phim này được phát sóng trên hệ thống các kênh truyền hình cáp/trả phí nên số lượng người xem thấp hơn so với truyền hình miễn phí (ví dụ như KBS, SBS, MBC hay EBS). |                     |        |        |